# Hotaru Odagiri
Hotaru Odagiri (japanisch 小田切 ほたる Odagiri Hotaru; * 5. Oktober) ist eine japanische Mangaka und Illustratorin. Ihre erfolgreichste Serie ist Fesseln des Verrats, die unter anderem ins Deutsche übersetzt sowie als Anime-Fernsehserie umgesetzt wurde.

## Werdegang und Werk
Als Odagiris erstes Buch erschien 1996 Sayonara no Riyū, eine Sammlung von Kurzgeschichten aus dem Vorjahr. Wie fast alle ihre späteren Werke handelt es sich um Geschichten über Liebe zwischen Männern, die also dem Genre Boys Love zuzuordnen sind. Odagiris Mangas sind mal Dramen, mal Komödien, sie spielen oft im japanischen Schulalltag, während einige Serien in einer Fantasy-Welt oder vor einem historischen Hintergrund spielen. Neben kommerziellen Mangas veröffentlichte sie auch mehrfach Fan-Comics (Dōjinshi), so zu Detektiv Conan und Hikaru no Go, die ebenfalls über gleichgeschlechtliche Liebe erzählen (Yaoi). Ihre erste Serie war Gin no Kaze Tooi Toki, eine Geschichte über eine als Mann wiedergeborene Prinzessin, die einem Dämon bekämpfen musste und sich in ihn verliebt. Es folgten viele weitere Kurzgeschichten und kurze Serien von Odagiri. Ab 2001 illustrierte sie die Light Novel Sono Yubi Dake ga Shitte Iru von Kannagi Satoru über die heimliche Liebe zwischen zwei Oberschülern. Zu dieser schuf Odagiri 2002 auch eine Manga-Umsetzung in einem Band. Dieser war 2006 das erste Werk, das von Odagiri auf Deutsch erschien, verlegt von Carlsen Manga. Dort folgte ab 2008 auch die deutsche Übersetzung von Fesseln des Verrats, Odagiris bisher längsten Serie. Sie dreht sich um einen jugendlichen Waisen mit der Fähigkeit, Gedanken lesen zu können, der in den Kampf gegen Dämonen verwickelt wird. Die Bände verkauften sich in Japan jeweils über 30.000 Mal und 2010 kam eine Umsetzung der Geschichte als Anime-Serie ins Fernsehen. 2013 erschien eine einbändige Adaption als Light Novel, die Odagiri selbst schrieb und illustrierte.

## Bibliografie (Auswahl)
- Sayonara no Riyū (さよならの理由, 1995–1996, 1 Band, Kurzgeschichtensammlung)
- Gin no Kaze Tooi Toki (銀の風 遠い刻, 1995–1996, 1 Band)
- My Precious (マイ　プレシヤス, 1995–1997, 1 Band)
- Minna Ai no Seine (みんな愛のせいね, 1996–1997, 1 Band)
- Time Lag (タイムラグ, 1999–2000, 1 Band)
- Sono Yubi Dake ga Shitte Iru (その指だけが知っている, 2001–2008, 5 Bände, Illustrationen für Kannagi Satoru)
- Only The Ring Finger Knows (その指だけが知っている Sono Yubi Dake ga Shitte Iru, 2002, 1 Band)
- Invisible Boy (透明少年 Tōmei Shōnen, 2005–2006, 2 Bände)
- Fesseln des Verrats (裏切りは僕の名前を知っている Uragiri wa Boku no Namae o Shitteiru, 2005–2017, 13 Bände)
- Uragiri wa Boku no Namae o Shitte Iru - Shinkō ni Tokeyuku Omoi no Hate ni (裏切りは僕の名前を知っている 深紅にとけゆく想いの果てに, 2013, 1 Band)
- Shinkō ni Tokeyuku Omoi no Hate ni (深紅にとけゆく想いの果てに, 2013, 1 Band)
- Shinomiya-kun ni wa Wake ga Aru (四ノ宮くんには理由がある, 2017, 2 Bände)